# Gare des Ormes-sur-Vienne
Gare des Ormes-sur-Vienne vasútállomás Franciaországban, Les Ormes településen.

## Vasútvonalak
Az állomást az alábbi vasútvonalak érintik:
- Párizs–Bordeaux-vasútvonal

## Kapcsolódó állomások
A vasútállomáshoz az alábbi állomások vannak a legközelebb:
- Gare de Port-de-Piles (Paris Gare d’Austerlitz, Párizs–Bordeaux-vasútvonal)
- Gare de Dangé (Gare de Bordeaux-Saint-Jean, Párizs–Bordeaux-vasútvonal)